# ساعت کمدی عصر حجر
ساعت کمدی عصر حجر (انگلیسی: The Flintstone Comedy Hour) یک پویانمایی اثر ویلیام هانا و جوزف باربرا می باشد این مجموعه از سپتامبر 1972 تا ژانویه 1974 پخش شد.